# Per Olof Christopher Aurivillius
Per Olof Christopher Aurivillius (Forsa, 15 januari 1843 – Mörby, 20 juli 1928) was een Zweeds entomoloog.

## Biografie
Christopher Aurivillius werd geboren als zoon van een proost. Hij had nog een broer, Carl Wilhelm Samuel Aurivillius, die later zoöloog werd. Aurivillius bezocht het gymnasium in Härnösand en studeerde aansluitend aan de Universiteit van Uppsala, waar hij in 1880 zijn Ph.D. haalde.
Na zijn studie werd Aurivillius directeur van het Naturhistoriska riksmuseet in Stockholm. Hij specialiseerde zich in kevers en vlinders. Aurivillius was tevens lange tijd secretaris voor de Kungliga Vetenskapsakademien.
Aurivillius was getrouwd met Agnes Danielsdotter. Met haar kreeg hij een zoon, Sven Magnus Aurivillius (1892-1928), die ook zoöloog werd.